# ファン・ヴァン・カイ
ファン・ヴァン・カイ（ベトナム語：Phan Văn Khải  発音、1933年12月25日 - 2018年3月17日）はベトナムの政治家。第5代ベトナム社会主義人民共和国首相を務めた。

## 経歴
1933年、フランス領インドシナのサイゴン市クチ県に生まれる。
1954年のジュネーヴ協定締結後北ベトナムに移り、モスクワ留学の後、国家計画委員会で経済政策専門家として頭角を現す。1972年に南ベトナムに派遣され、南北統一後も南部にとどまり、ホーチミン市人民委員会（市政府）副委員長などを歴任した。1984年、党中央委員候補に選出。1985年共産党中央委員、ホーチミン市人民委員会委員長に就任。1986年、第6回党大会において中央委員に選出される。
1989年3月2日より国家計画委員会主任。1991年6月、第7回党大会において党政治局員に選出され、序列第8位となる。同年8月、筆頭格の副首相に就任し、同じ南部出身のヴォー・ヴァン・キエット首相を支えてドイモイ路線を推進した。1996年6月から7月にかけて開催された第8回党大会において、政治局員に再選され、序列第7位。
首相の後継候補として、早い時点から名前が取り沙汰され、1997年9月15-16日に開催された不定期の党中央委員会会合で次期首相への推薦が決定された。同年9月24日、第10期第1回国会において首相に選出。同年12月、第8期党中央委員会第4回総会で、序列第3位への昇格が確認された。
2001年4月の第9回党大会において政治局員に再選。2002年8月、第11期第1回国会において首相に再選する。2005年6月、現役の首相としてベトナム戦争後初めて米国を訪問し、ブッシュ大統領とホワイトハウスで会談。この際に軍事教育訓練合意書に調印し、米越間の軍事・安全保障分野での協力を進めた。
2期10年を務めた後、2006年6月27日、首相の座をグエン・タン・ズンに譲って引退した。
2018年3月17日、老衰のためホーチミン市クチ郡の自宅で死去した。84歳没。3月20日から22日にかけて国葬が営まれ、故郷のクチ郡タントンホイ村に埋葬された。

## 顕彰
2006年11月、「日本・ベトナム国間の経済の緊密化及び友好親善に寄与」したとし、日本政府より旭日大綬章を授与される。
2008年、ベトナム国家最高栄誉の金星勲章を授与された。